# Tammy Lynn Sytch
Tammy Lynn Sytch (née le 7 décembre 1972 à Matawan (New Jersey)) est une valet (femme manager) de catch (lutte professionnelle).
Elle est la petite amie de Chris Candido et commence à l'accompagner dans ses matchs à la Smoky Mountain Wrestling ainsi que d'autres catcheurs de cette fédération. Dans la deuxième moitié des années 1990, elle rejoint la World Wrestling Federation (WWF) et utilise le nom de Sunny continue à être une valet en plus de commenter des matchs dans l'émission WWF Shotgun Saturday Night. Elle quitte la WWF en 1998 et rejoint l'Extreme Championship Wrestling. Elle effectue diverses apparitions dans les années 2000 dans de petites fédérations américaines avant d'arrêter sa carrière en 2009.
Au début des années 2000, elle commence à poser nue dans des magazines pornographiques. En 2016, elle est la vedette du film pornographique Sunny Side Up.
Depuis 2012, Tammy Sytch a été arrêtée et emprisonnée à plusieurs reprises, incluant plusieurs arrestations pour conduite sous influence. En novembre 2023, elle est condamnée à dix-sept ans et demi de prison pour conduite sous influence et homicide involontaire lors d'un accident en mars 2022. Bien qu'elle soit reconnue pour avoir "redéfini le rôle de la femme à la WWE", plusieurs commentateurs concèdent que les controverses à son sujet ont terni son héritage.

## Jeunesse
Le père de Sytch est un vétéran de la US Navy qui l'éduque de manière assez stricte. Elle tombe amoureuse de Chris Candido au lycée. Après le lycée, elle étudie le droit au Wellesley College. Elle abandonne le droit pour étudier la médecine à l'université du Tennessee afin de devenir pédiatre.

## Carrière

### Smoky Mountain Wrestling (1993-1994)
Quand Sytch part vivre dans le Tennessee, elle devient photographe indépendante et couvre les spectacles de catch où lutte Chris Candido.
Quand Candido rejoint la Smoky Mountain Wrestling, il propose à Jim Cornette d'engager sa petite amie comme valet. Elle se fait appeler dans cette fédération Tammy Fytch et incarne une snob libérale qui a comme idole Hillary Clinton afin d'être huée par le public. En plus de manager son petit ami, elle accompagne son équipier Brian Lee et Boo Bradley.

### World Wrestling Federation (1994-1998)
En 1994, Tammy a été contacté par la WWF pour incarner Tamara Murphy, pour promouvoir les différents shows. Tammy et Chris Candido apparaissent sous le nom de Team Spirit ; elle, sous le déguisement d'une « Spartan Cheerleaders ». Mais en 1995, Tammy et Chris sont renommés Sunny et Skip. Ils sont des fanatiques du fitness, The Bodydonnas. En 1996, elle devient la femme la plus téléchargée sur AOL. En 1996, elle gagne deux Slammy Awards, « Best Buns » et « Meilleur manager ». Elle remporte aussi avec le magazine Pro Wrestling Illustrated, le trophée de « Manager de l'année ». Sunny devient très populaire. Elle manipule Phineas Godwinn, puis aide les Godwinns à remporter le titre WWF World Tag Team Championship. Plus tard, elle se retourne contre The Godwinns et aide les Smoking Gunns a remporter le titre WWF Tag Team Championship.
Sunny commence une courte carrière comme annonceuse de ring, arbitre et modèle. Elle devient ensuite le manager de Faarooq Asad. Plusieurs fois elle a eu des problèmes avec Sable. Candido quitte la WWF pour la Extreme Championship Wrestling avec Tammy. En 1997, le magazine Playboy approche Tammy pour qu'elle pose nue. Elle décline cette offre et c'est Rena Mero (Sable) qui pose à sa place.
En 1998, elle devient brièvement le manager des Road Warriors sous « LOD 2000 ». Elle quitte la WWE pendant l'été de cette année à la suite d'une absence injustifiée lors d'un show.

### Extreme Championship Wrestling (1998-1999)
À Heat Wave '98, Tammy fait un retour à la Extreme Championship Wrestling, maintenant sous son vrai nom Tammy Lynn Sytch, elle assiste Chris Candido dans sa victoire face à Lance Storm. Candido devient membre du Triple Threat (où Shane Douglas est managé par Francine), une querelle entre elle et Francine la fait quitter le clan. En décembre 1999, Candido et Sytch décident de quitter la promotion.

### Retour éclair dans le monde de la lutte (2008 - 2011)
Tammy participe au Wrestling Rampage Tour 2008, avec d'autres superstars comme Sabu, Eugene, Test, Scotty Hotty, Balls Mahoney mais aussi Bret Hart.
Le 5 avril 2009, à l'occasion du 25e anniversaire de WrestleMania, Tammy participe à la bataille royale des 25 divas, incluant des divas du présent et du passé dont elle fut une représentante lors de ce match. Elle se fera néanmoins éliminer rapidement au début du match, et ne remporte donc pas le titre de première Miss WrestleMania.
Le 2 avril 2011, elle est intronisée au Hall Of Fame 2011 par les LayCool accompagnées des autres Divas de la WWE.

## Modèle nue et carrière d'actrice pornographique
Durant son passage à la World Wrestling Federation, Sytch refuse de poser pour le magazine Playboy. Elle tourne dans le film Wrestling Vixxxens Unleashed sorti en 2001 où on la voit poser nue.
Fin 2014, elle se met à proposer des shows webcams sur skype où elle s'exhibe. En mai 2015, elle commence à négocier un contrat avec Vivid pour tourner dans des films pornographiques. Pour annoncer la signature de son contrat avec Vivid, Sytch met en vente sa bague de membre du WWE Hall of Fame sur EBay que Vivid rachète pour 100 000 dollars. Vivid met en vente une sextape de Sytch dont le titre est Sunny Side Up.

## Affaires juridiques

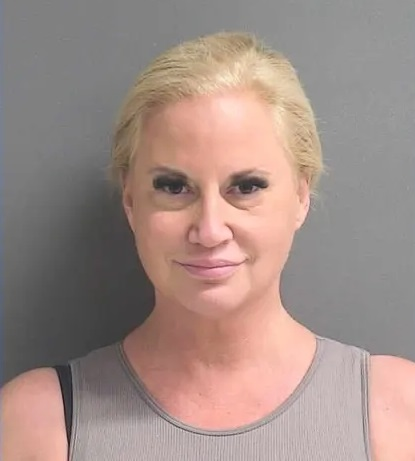
Tammy Lynn Sytch après son arrestation en mai 2022.

En 2012, Sytch est arrêtée 5 fois en 4 semaines pour trouble à l'ordre public, cambriolage et trois chefs d'accusation pour violation d'une ordonnance judiciaire. Elle est arrêtée une sixième fois en janvier 2013 encore une fois pour violation d'ordonnance. Sytch passe 114 jours en prison avant d'être libérée en mai 2013.
Elle est arrêtée et emprisonnée à plusieurs reprises pour conduite sous influence et délit de fuite entre 2015 et 2020,.
Le 25 mars 2022, Sytch est impliquée dans un accident de voiture dans le comté de Volusia en Floride, tuant un homme de 75 ans. Selon le rapport de la police d'Ormond Beach, Sytch conduisait une Mercedes-Benz de 2012 quand elle entre en collision avec l'arrière de la Kia Sorento de 2013 de la victime, arrêtée au feu rouge. Sytch était ensuite emmenée à l'hôpital avec des blessures inconnues et prélevée de son sang pour analyse. En mai 2022, Sytch est arrêtée pour conduite sous influence et homicide involontaire après que les rapports de toxicologie trouvent dans son sang un taux d'alcoolémie 3.5 fois supérieur au taux légal lors de l'accident. Après avoir été initialement libérée après dépôt d'une caution de 227 500$, le juge révoque la caution en déclarant Tammy Lynn Sytch comme danger à l'ordre public et elle retourne derrière les barreaux,. Sytch plaide non contestation le 16 août 2023. Elle est condamnée à dix-sept ans et demi et prison et huit ans de mise à l'épreuve le 27 novembre 2023, avec 566 jours déjà passés en prison. Sa date de sortie provisoire est prévue pour décembre 2039.

## Palmarès et récompenses
- Cauliflower Alley Club
  - Other honoree en 1996

- Pro Wrestling Illustrated
  - Manageuse de l'année en 1996[8]

- Women Superstars Uncensored
  - WSU Championship (1 fois)[26]

- World Wrestling Federation
  - Slammy Award du Best Buns en 1996[7]
  - Slammy Award du Minds Behind the Mayhem en 1996[7]
  - WWE Hall of Fame (2011)